# Jan-Lukas Funke
Jan-Lukas Funke (* 20. Juli 1999) ist ein deutscher Fußballspieler.

## Vereinskarriere
Jan-Lukas Funke kam in der Jugend bei RB Leipzig, TSV 1860 München und Eintracht Braunschweig zum Einsatz. Ab August 2018 kam er regelmäßig für die zweite Mannschaft von Eintracht Braunschweig in der Regionalliga Nord zum Einsatz.
Zur 3.-Liga-Saison 2019/20 wechselte Funke zum Drittligaaufsteiger Viktoria Köln. Am zehnten Spieltag der Saison wurde er gegen den FSV Zwickau eingewechselt und kam somit zu seinem ersten Einsatz in einer Profiliga. Sein erster Startelfeinsatz folgte am elften Spieltag gegen den SV Waldhof Mannheim. Funke verließ die Viktoria nach nur einer Spielzeit wieder.